# Trani-gate
Trani-gate è il nome giornalistico con cui è diventata famosa nel 2010 un'inchiesta iniziata dalla Procura di Trani. L'inchiesta è diventata un caso mediatico per i contenuti delle intercettazioni che vedevano il presidente del consiglio Silvio Berlusconi esercitare pressioni tramite Giancarlo Innocenzi (commissario dell'Agcom), Augusto Minzolini (direttore del Tg1) e Mauro Masi (direttore generale della Rai), per concertare la censura di Annozero di Michele Santoro, trasmissione sgradita a Berlusconi.
L'inchiesta è stata trasferita alla procura di Roma e i reati di abuso d'ufficio contestati sono stati archiviati nel gennaio 2013.

## Origine delle indagini
L'inchiesta ha avuto origine nella procura di Trani, in seguito ad un'indagine su un giro di carte di credito illegali. Le intercettazioni raccolte hanno portato alla creazione di un fascicolo separato riguardante Minzolini, Masi, Innocenzi e Berlusconi. Il fascicolo è stato poi trasferito per competenza alla procura di Roma.

## Lo scandalo mediatico
Una fuga di notizie ha permesso a Il fatto quotidiano di realizzare lo scoop nel marzo del 2010 pubblicando le intercettazioni. Il caso ha avuto grande risonanza mediatica ed è stato ribattezzato "Trani-gate", in riferimento allo scandalo Watergate che vide implicato il presidente statunitense Richard Nixon.
Tra le persone citate da Berlusconi al telefono con Innocenzi, anche la conduttrice di Parla con me (Rai3) Serena Dandini, che alla notizia ha commentato: «Trovo tutta questa storia abbastanza anormale per un paese democratico, specialmente se poi conseguentemente o meno vengono sospesi i talk show di approfondimento giornalistico della Rai prima delle elezioni».
Nel novembre 2010 il caso viene portato all'attenzione del Parlamento europeo, per il quale sono stati tradotti i testi delle intercettazioni, generando lo sconcerto degli eurodeputati.

## I contenuti delle intercettazioni
Nelle intercettazioni il premier Berlusconi concerta la censura di Annozero, trasmissione di Rai2 a lui sgradita. Berlusconi è ciclicamente in contatto col direttore del Tg1 Minzolini ed esercita pressioni sul commissario dell'Agcom Innocenzi, lamentandosi per ogni puntata di Annozero, chiedendone la chiusura. Innocenzi asseconda Berlusconi e cerca di trovare un modo per soddisfarne le richieste.
Tra le frasi intercettate divenute celebri, il commento di Masi che "nemmeno nello Zimbabwe" è possibile agire così.

## L'iter giudiziario
Nel marzo 2010 il presidente del consiglio Berlusconi risulta indagato per concussione e minacce, mentre Innocenzi per favoreggiamento.
Nel dicembre 2010 la procura di Roma ha richiesto l'archiviazione della posizione di Minzolini, inizialmente indagato per rivelazione di segreto d'ufficio, e in seguito per concussione.
Nel luglio 2011 Berlusconi, Masi e Innocenzi vengono iscritti nel registro degli indagati con l'ipotesi di abuso d'ufficio. Nell'ottobre dello stesso anno la procura di Roma ha richiesto l'archiviazione delle loro, richiesta accolta nel gennaio 2013 dal presidente dei gip di Roma Carlo Figliolia.